# OSPF
 (енгл. Open Shortest Path First) у информатици (мрежним комуникацијама), представља интерни, протокол рутирања стања линка. OSPF је бескласни протокол рутирања који је увео концепт поделе аутономног система на зоне зарад веће скалабилности. Развој OSPF протокола започет је 1987. године када је организација IEEE (енгл. Institute of Electrical and Electronics Engineers) формирала радну групу која већ 1989. даје спецификације прве верзије OSPFv1 објављене у деокументу  1131. 1991. године у време када ИСО ради на својој верзији протокола рутирања стања линка IS-IS, IEEE објављује технички побољшану верзију OSPFv2 да би касније након низа измена 1999. изашла и трећа верзија OSPFv3 за IPv6 протокол ажурирана 2008. године у документу  5340.